# Dutch Gainor
Norman Gainor, surnommé Dutch Gainor, (né le 10 avril 1904 à Calgary, province de l'Alberta au Canada - mort le 16 janvier 1962) est un joueur professionnel canadien de hockey sur glace. Il évoluait au poste de centre.

## Carrière de joueur
Il a commencé sa carrière professionnelle en 1925 avec les Hornets de Duluth dans la CHL. En 1927, il a débuté dans la Ligue nationale de hockey avec les Bruins de Boston. Il formé la Dynamite Line avec Cooney Weiland et Dit Clapper. Il a remporté la Coupe Stanley en 1928-1929 ainsi qu'en 1934-1935 avec les Maroons de Montréal. Il a également joué avec les Sénateurs d'Ottawa et les Rangers de New York. Il met un terme à sa carrière en 1942.

## Statistiques
| Saison     | Équipe                 | Ligue      |     | Saison régulière | Saison régulière | Saison régulière | Saison régulière | Saison régulière |    | Séries éliminatoires | Séries éliminatoires | Séries éliminatoires | Séries éliminatoires | Séries éliminatoires |
| Saison     | Équipe                 | Ligue      | PJ  | B                | A                | Pts              | Pun              | PJ               | B  | A                    | Pts                  | Pun                  |                      |                      |
| 1925-1926  | Hornets de Duluth      | CHL        | 15  | 2                | 0                | 2                | 0                |                  |    |                      |                      |                      |                      |                      |
| 1926-1927  | Tigers de Calgary      | PrHL       | 23  | 16               | 11               | 27               | 38               |                  |    |                      |                      |                      |                      |                      |
| 1927-1928  | Bruins de Boston       | LNH        | 41  | 8                | 4                | 12               | 35               | 2                | 0  | 0                    | 0                    | 6                    |                      |                      |
| 1928-1929  | Bruins de Boston       | LNH        | 39  | 14               | 5                | 19               | 30               | 5                | 2  | 0                    | 2                    | 4                    |                      |                      |
| 1929-1930  | Bruins de Boston       | LNH        | 43  | 18               | 31               | 49               | 39               | 3                | 0  | 0                    | 0                    | 0                    |                      |                      |
| 1930-1931  | Bruins de Boston       | LNH        | 32  | 8                | 3                | 11               | 14               | 5                | 0  | 1                    | 1                    | 2                    |                      |                      |
| 1931-1932  | Rangers de New York    | LNH        | 46  | 3                | 9                | 12               | 9                | 7                | 0  | 0                    | 0                    | 2                    |                      |                      |
| 1932-1933  | Indians de Springfield | CAHL       | 13  | 7                | 5                | 12               | 0                |                  |    |                      |                      |                      |                      |                      |
| 1932-1933  | Crescents de Saskatoon | WCHL       | 21  | 10               | 11               | 21               | 4                |                  |    |                      |                      |                      |                      |                      |
| 1932-1933  | Sénateurs d'Ottawa     | LNH        | 2   | 0                | 0                | 0                | 0                | --               | -- | --                   | --                   | --                   |                      |                      |
| 1933-1934  | Tigers de Calgary      | NWHL       | 34  | 23               | 19               | 42               | 24               |                  |    |                      |                      |                      |                      |                      |
| 1934-1935  | Maroons de Montréal    | LNH        | 40  | 0                | 4                | 4                | 2                | --               | -- | --                   | --                   | --                   |                      |                      |
| 1935-1936  | Tigers de Calgary      | NWHL       | 0   | 21               | 14               | 35               | 6                |                  |    |                      |                      |                      |                      |                      |
| Totaux LNH | Totaux LNH             | Totaux LNH | 253 | 51               | 56               | 107              | 129              | 22               | 2  | 1                    | 3                    | 14                   |                      |                      |